# 141号線 (チェコ)
チェコ国鉄141号線、別名カルロヴィ・ヴァリ～メルクリーン線（チェコ語：Železniční trať Karlovy Vary – Merklín）は、チェコ国鉄の鉄道線の名称である。
1902年、帝立王立国有鉄道の路線として開業した。

## 運行形態
全て各駅停車で、一日4往復のみ、メルクリーン～カルロヴィ・ヴァリの系統での運行。うち2往復が、142号線のカルロヴィ・ヴァリ下駅まで乗り入れる。

## 駅一覧
以下では、チェコ国鉄141号線の駅と営業キロ、停車列車、接続路線などを一覧表で示す。なお、全て各駅停車である。
| 路線名 | 駅名                     | 駅間営業キロ | 累計営業キロ | 接続路線         | 所在地               | 所在地               |
| ------ | ------------------------ | ------------ | ------------ | ---------------- | -------------------- | -------------------- |
| 141    | メルクリーン駅           | -            | 0.0          |                  | カルロヴィ・ヴァリ州 | カルロヴィ・ヴァリ郡 |
| 141    | フロズニェチーン停留所   | 1.7          | 1.7          |                  | カルロヴィ・ヴァリ州 | カルロヴィ・ヴァリ郡 |
| 141    | フロズニェチーン駅       | 0.9          | 2.6          |                  | カルロヴィ・ヴァリ州 | カルロヴィ・ヴァリ郡 |
| 141    | ヴェルキー・リブニーク駅 | 2.1          | 4.7          |                  | カルロヴィ・ヴァリ州 | カルロヴィ・ヴァリ郡 |
| 141    | サドフ・ポドレシー駅     | 2.3          | 7.0          |                  | カルロヴィ・ヴァリ州 | カルロヴィ・ヴァリ郡 |
| 141    | サドフ駅                 | 1.1          | 8.1          |                  | カルロヴィ・ヴァリ州 | カルロヴィ・ヴァリ郡 |
| 141    | ダロヴィツェ駅           | 2.5          | 10.6         | 140号線          | カルロヴィ・ヴァリ州 | カルロヴィ・ヴァリ郡 |
| 140    | カルロヴィ・ヴァリ駅     | 2.6          | 13.2         | 140号線、142号線 | カルロヴィ・ヴァリ州 | カルロヴィ・ヴァリ郡 |